# Coast Impressions (Waignein)
Coast Impressions is een compositie voor harmonieorkest of fanfareorkest van de Belgische componist André Waignein uit 1975.